# Jan Janssen (Theologe)

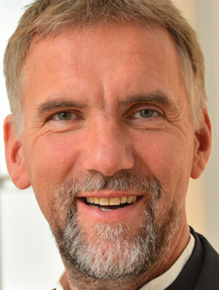
Jan Janssen (2015)

Jan Janssen (* 23. April 1963 in Bevensen; vollständiger Name: Jan-Dietrich Janssen) ist ein deutscher evangelisch-lutherischer Theologe. Er war von 2008 bis zu seinem Rücktritt im November 2017 Bischof der Evangelisch-Lutherischen Kirche in Oldenburg.

## Leben
Jan Janssen wuchs als Sohn des Pastors Rudolf Janssen und der Kirchenmusikerin Edelgard Janssen, geb. Eisenberg, unter anderem in Sengwarden bei Wilhelmshaven auf. Nach dem Abitur und einem Theologiestudium an den Universitäten Münster, Bern und Göttingen absolvierte Janssen von 1992 bis 1994 sein Vikariat in Oldenburg. Nach seiner Ordination im Jahre 1994 übernahm Janssen die Pfarrstelle der Kirchengemeinde in Wiefelstede, die er bis 1996 innehatte. Von 1996 bis 1997 war er Abteilungsleiter der Projekte beim Deutschen Evangelischen Kirchentag 1997 in Leipzig. 1997 ging er als Pastor an die Christuskirche in Wilhelmshaven. In diesem Amt war er in Wilhelmshaven auch für die Kirche am Meer als Aktion der Expo 2000 verantwortlich. Nachdem er bereits 1995 und 1997 als Beauftragter und Abteilungsleiter für Kirchentagsprojekte der Kirchentage in Hamburg und Leipzig tätig gewesen war, wurde er im Jahre 2002 zum Pastor beim Deutschen Evangelischen Kirchentag in Fulda berufen.

### Bischof
Am 23. Mai 2008 erfolgte in Rastede seine Wahl zum Bischof der Evangelisch-Lutherischen Kirche in Oldenburg durch die Synode. Am 29. September 2008 wurde er in sein Amt eingeführt und sein Vorgänger Peter Krug in den Ruhestand verabschiedet. Seit dem 1. Oktober 2010 war Janssen Vorsitzender des Vorstandes des Evangelischen Missionswerkes in Deutschland (EMW). In diesem Amt wurde er am 23. September 2015 erneut für weitere sechs Jahre bestätigt. Von 2011 bis 2015 war Bischof Jan Janssen auch Beauftragter des Rates der EKD für evangelische Freiwilligendienste. Ferner war er von 2011 bis 2017 Vorsitzender des Vorstandes des Evangelischen Literaturportals e.V., Verband für Büchereiarbeit und Leseförderung. Seit November 2016 ist er Mitglied des Zentralausschusses des Weltkirchenrates.
In der vom damaligen braunschweigischen Landesbischof Friedrich Weber († 19. Januar 2015) im Frühjahr 2009 angestoßenen Diskussion um die Weiterentwicklung der Konföderation evangelischer Kirchen in Niedersachsen zu einer niedersächsischen evangelischen Landeskirche steuerte Bischof Jan Janssen mit der „Oldenburger Ortsbestimmung“ einen theologisch begründeten Standpunkt zur bis dahin rein ökonomisch-demografisch geführten Strukturdebatte bei und lud zugleich die evangelischen „Geschwisterkirchen in Niedersachsen ein, die anstehenden Diskussionen ebenfalls von ihrer theologischen Prägung aus zu führen“ (Vorwort „Oldenburger Ortsbestimmung“ vom 30. November 2009). Die Konföderation gab sich mit dem Vertrag vom 8. März 2014 eine neue Verfassung unter Beibehaltung der Eigenständigkeit der fünf niedersächsischen Gliedkirchen, deren Synoden durch die Abschaffung der Konföderationssynode an Bedeutung gewannen.
Janssen initiierte und gestaltete maßgeblich den Zukunftskongress der Evangelisch-Lutherischen Kirche in Oldenburg vom 6. bis 8. Juli 2012 unter dem Bibelwort „Ein Land, das ich dir zeigen will“ (1. Mose 12, 1) und ist Autor des gleichnamigen Buches. Er steht damit für den Beginn einer geistlich-theologischen Erneuerungsbewegung für eine wahrnehmbare evangelische Kirche in der Welt. In der Folge traf die Synode der Evangelisch-Lutherischen Kirche in Oldenburg inhaltlich-strukturelle Beschlüsse zur Stärkung der Kirchenmusik, der Arbeit der Pfarrerschaft und Kirchengemeinden durch Ausweitung und Systematisierung der Pfarrstellen. Unter der Leitung von Bischof Jan Janssen legte der Oberkirchenrat der Evangelisch-Lutherischen Kirche in Oldenburg einen Pfarrstellenplan für die gesamte oldenburgische Kirche vor. Damit verfügt die Evangelisch-Lutherische Kirche erstmals über eine systematische Grundlage der hauptamtlich-theologischen Arbeit. Die Synode sicherte die Weiterarbeit an den Ergebnissen des Zukunftskongresses durch die Berufung synodaler Arbeitsgruppen ab.
Am 30. November 2014 feierte Janssen mit Kirchenpräsident Martin Heimbucher an der bis dahin durch die evangelische Messe lutherisch geprägten Garnisonkirche Oldenburg den ersten reformierten Gottesdienst, der fortan im regelmäßigen liturgischen Angebot neben die evangelische Messe an dieser Kirche tritt und von der Evangelisch-reformierten Kirche in Leer an jedem ersten Sonntag im Monat und allen hohen kirchlichen Feiertagen angeboten wird. Damit erneuerte Janssen die Oldenburgische Zusage an eine konfessionelle Offenheit innerhalb der Evangelischen Kirche in Deutschland, die bereits aus der Eingliederung der ehemaligen Herrschaft Kniphausen in die Grafschaft Oldenburg im 18. Jahrhundert herrührt, indem der Großherzog von Oldenburg eine bis heute bestehende reformierte Predigtstelle in Accum einrichtete.
Janssen ist seit Jahren als kirchlicher Botschafter des Ökumenischen Rates der Kirchen für den Weltfrieden engagiert. An der 10. Vollversammlung des Ökumenischen Rates im November 2013 in Busan beteiligte er sich mit einer eigenen Bibelarbeit und sprach sich mit Blick auf die leidvolle Missionsgeschichte der Kirche dafür aus, dass Mission mit Zuhören beginnen sollte und nicht mit Überrumpeln. Regelmäßig macht er seine Solidarität mit Opfern kriegerischer Auseinandersetzungen auch in Krisengebieten vor Ort deutlich. Bei seinem Besuch christlicher Gemeinden im Libanon im März 2015 kritisierte Janssen die Nahost-Berichterstattung als Gefahr für den interreligiösen Dialog in der Region. Wie Janssen bereits im Jahre 2015 bei seinem Besuch in der Ukraine einen Beitrag der christlichen Kirchen zum Frieden einforderte, so setzte sich Janssen auch im März 2016 im vom Bürgerkrieg erschütterten Burundi für die Wahrnehmung der Mittlerrollen der vor Ort ansässigen christlichen Kirchen ein. Anlässlich seiner Reise mit der Norddeutschen Mission nach Ghana im August 2016 wies er auf die grundlegende Bedeutung der Bildungsarbeit der Mission für die Entwicklung des Landes hin.

### Rücktritt und Folgen
Am 23. November 2017 gab er bekannt, dass er mit sofortiger Wirkung von seinem Amt zurücktritt. Der Gemeinsame Kirchenausschuss beauftragte „Pfarrer Jan Janssen“ jedoch noch mit der kommissarischen Wahrnehmung der Aufgaben des Bischofs bis zum 31. Januar 2018. Die 48. Synode hielt im Januar 2018 anlässlich des Rücktritts eine Sondertagung ab, aus der der Oberkirchenrat in einem Prüfauftrag gebeten wurde, bis zum Jahre 2023 eine Gesetzesvorlage vorzubereiten, die grundsätzlich zu der Berufung ins Bischofsamt auf Lebenszeit Aussagen trifft. Dies wies bereits dahin, dass der Nachfolger von Janssen noch eine Berufung auf Lebenszeit in das Bischofsamt erfahren sollte. Janssen hatte wiederholt im Zusammenhang mit seinem Rücktritt die Begrenzung der Amtszeit des Bischofs gefordert. Janssen wurde am 18. Februar 2018 durch Kirchenpräsident Volker Jung als Beauftragten der Evangelischen Kirche in Deutschland in den einstweiligen Ruhestand verabschiedet. Der niedersächsische Kultusminister Grant Hendrik Tonne sprach ein Grußwort und unterstrich damit die auch gesellschaftspolitische Bedeutung des Wirkens von Janssen in seiner Bischofszeit. Der wohl bekannteste Oldenburger Theologe seit Rudolf Bultmann hatte sich vor allem als unbequemer Kritiker von gesellschaftlichen Fehlentwicklungen einen Namen weit über Oldenburg hinaus gemacht. So warnte Janssen auch in seiner Predigt im Abschiedsgottesdienst vor Phantasien zur absoluten Weltherrschaft.

### Nachfolger
Nach dem Rücktritt von Janssen wurde im Januar 2018 Thomas Adomeit zum amtlichen Vertreter des Bischofs und Oberkirchenrat der Evangelisch-Lutherischen Kirche in Oldenburg während der Vakanz gewählt. Auf einer Sondertagung am 29. September 2018 wählte ihn die 48. Synode schließlich endgültig zum Nachfolger von Janssen.

### Pfarrer
Janssen übernahm im Herbst 2018 als Pastor die Leitung der Station Rotterdam der Deutschen Seemannsmission. Am 6. September 2021 wurde er vom Gemeinderat der Kirchengemeinde Wangerooge mit einer Zwei-Drittel-Mehrheit zum neuen Seelsorger gewählt.

### Persönliches
Janssen ist verheiratet und hat drei Kinder.

## Veröffentlichungen
- hrsg. mit Ulrike Suhr: Das Vaterunser entfalten. Liturgische Schritte zwischen Kirchentag und Gemeinde. Gütersloher Verlagshaus, Gütersloh 2006, ISBN 3-579-05572-0.
- mit Uwe Appold: So frei. Die Ich-Bin-Worte Jesu in Auslegungen und Bildern. Präsenz, Hünfelden 2007, ISBN 978-3-87630-534-9.
- Von weitem, 2008: Liedertext, vertont von Andreas Lettau, gefunden in: freiTÖNE. Liederbuch zum Reformationssommer 2017, Kassel/Berlin 2017, Nr. 36, S. 42–43, ISBN 978-3-7618-2430-6
- Einladen. LVH, Hannover 2010, ISBN 978-3-7859-1018-4.
- … ein Land, das ich dir zeigen will. Biblische Orte im Oldenburger Land. LVH, Hannover 2012, ISBN 978-3-7859-1069-6.
- Was ist der Mensch, ... dass Du seiner gedenkst? (Psalm 8, 5) in: Ralph Hennings (Hg.), Was ist der Mensch? Wilhelmshaven 2016, ISBN 978-3-941929-70-8.
- In aller Freiheit zu Diensten. in: Kirche – Macht – Politik. Anhalt(er)kenntnisse Band 2. Hg. von Albrecht Lindemann u. a. Hannover 2015, ISBN 978-3-7859-1190-7.
- Biblische Konturen unsichtbarer Grenzen. in: (in)_visible limits. Buch zur Ausstellung des Stuttgarter Kunstvereins. Freiburg i.Br. 2017, ISBN 978-3-86833-210-0.